# رقص پروانه‌ای آنابل
 رقص پروانه‌ای آنابل  عنوان فیلمی است آمریکایی با ژانر صامت و کوتاه به کارگردانی ویلیام کندی دیکسون. این فیلم محصول سال ۱۸۹۴ میلادی است. زمان این فیلم ۴۰ ثانیه است.